# Клушанцев, Павел Владимирович
Па́вел Влади́мирович Клуша́нцев (25 февраля 1910, Санкт-Петербург — 27 апреля 1999, там же) — советский кинооператор, кинорежиссёр, сценарист, писатель. Заслуженный деятель искусств РСФСР (1970). Создатель познавательных фильмов, вызывавших зрительский интерес во всём мире. Совместил научно-популярное кино с научной фантастикой. Считается родоначальником этого жанра в мировом кинематографе. Автор множества изобретений, кинотрюков, технических приспособлений, методов и приёмов комбинированных съёмок, многие из которых заимствовали кинематографисты разных стран.

## Биография
Родился в дворянской семье в доме на Большой Монетной улице в Санкт-Петербурге. Отец — Владимир Клушанцев был родом из города Старицы Тверской губернии. После окончания Петербургского университета много лет работал земским врачом, затем перешёл в Министерство торговли и промышленности. Получил личное дворянство незадолго до рождения сына. После революции устроился контролёром на Мурманскую железную дорогу. Умер в 1919 году. Мать также происходила из дворян, была домохозяйкой. В годы Первой мировой войны служила сестрой милосердия в лазарете. Впоследствии работала делопроизводителем в школе Карла Мая, воспитателем интерната. Погибла во время блокады Ленинграда.
Павел читал и писал с четырёх лет. Мечтал стать писателем, однако, живя в коммунальной квартире с матерью, был вынужден зарабатывать на жизнь изготовлением и ремонтом мебели. Для этого самостоятельно построил токарный станок, на котором также вытачивал шахматы на продажу. Работал репетитором с отстающими школьниками, занимался чертёжно-графическими работами для учебных и научных заведений, мастерил макеты для Военно-санитарного музея.
По окончании школы, утвердившись в своём стремлении к инженерным специальностям, попытался поступить в Технологический институт, но не прошёл по конкурсу. Как был уверен сам Павел — из-за анкеты, где указал, что мать — из дворянской семьи. Поступил в Ленинградский фото-кинотехникум, операторский факультет которого закончил в 1930 году. Был распределён на ленинградскую киностудию «Белгоскино», где сперва работал в качестве ассистента оператора, а с 1932 года — оператором. В 1934 году перешёл на вновь образованную студию «Техфильм», где уже в 1935 году совместно с Лазарем Анци-Половским дебютировал в амплуа режиссёра-постановщика (фильм «Семь барьеров»). В 1939 году тарифицирован оператором высшей категории. Основал на студии цех комбинированных съёмок (1938), который возглавлял до начала Великой Отечественной войны.
С началом войны во время всеобщей мобилизации Клушанцева определили в запас. «Видимо, в военкомате я числился как неполноценный, так как с 16 до 25 лет болел костным туберкулезом и поэтому в своё время не был призван в армию. К тому же я много работал на военно-учебных фильмах». Занимался документальными съёмками во время блокады Ленинграда. В январе 1942 года попал в стационар с дистрофией третьей степени, где пробыл месяц. Был эвакуирован 28 февраля вместе с женой и дочерью. В тылу продолжил работать на студии «Сибтехфильм» (Новосибирск), выпускавшей военно-учебные фильмы.
После окончания войны вернулся на «Лентехфильм». Стал изобретателем ряда новаторских приёмов и технических приспособлений для комбинированных и трюковых съёмок, в частности, люминесцентный метод (совместно с оператором Анатолием Лаврентьевым). Научно-фантастические мотивы впервые появились у Клушанцева в фильме «Вселенная» (1951) . В полной мере они реализовались в последующих лентах, начиная с картины «Дорога к звёздам» (1957). 
В 1962 году вышел художественный фильм «Планета бурь» по одноимённой повести Александра Казанцева, снятый совместно с «Ленфильмом». Права на его прокат приобрели 28 стран мира. Фильм произвёл огромное впечатление на американского зрителя, особенно на кинематографистов. На Западе показывали не только оригинальный вариант картины, её перемонтировали в два варианта с названиями «Путешествие на доисторическую планету» и «Путешествие на планету доисторических женщин» (с полуобнажёнными венерианками, которых добавили в Голливуде). «Планета бурь» входит в учебную программу американских киношкол.
Всего за годы своей творческой деятельности им снято более ста научно-популярных фильмов и сюжетов для кинопериодики.
Клушанцев был знаком и встречался с генеральным конструктором советских ракетно-космических систем Сергеем Королёвым. Активно работал с научными консультантами по картинам: коллегой Королёва профессором Михаилом Тихонравовым , академиком Владимиром Котельниковым, членами-корреспондентами Академии наук СССР астрофизиками Иосифом Шкловским и Николаем Кардашёвым. 
Выступал с собственным докладом «Отношение к проблеме SETI» на Международном научном симпозиуме по поиску внеземного разума в Таллине.
Автор многих изобретений, в том числе стабилизатора камеры для съёмок с воздуха, аппарата для подводной съёмки, способа получения цветного изображения, точечного экспонометра, автофокуса, призмы Клушанцева (для одновременной съёмки натуры и рисунка) и других. Придуманные им новые и эффективные методы и приёмы комбинированных съёмок впоследствии были заимствованы рядом других режиссёров, включая Стэнли Кубрика, Джорджа Лукаса, Ридли Скотта, а также специалистами по спецэффектам, включая Роберта Скотака.
Является автором ряда научно-популярных книг для детей и юношества. Совокупный тираж только советских изданий его книг превысил полтора миллиона экземпляров. Его книги переведены на 16 языков и изданы в 12 странах мира. Большинство книг Клушанцева проиллюстрировано ленинградскими художниками Евгением Войшвилло и Юрием Киселёвым. Также с ним сотрудничали: Юрий Смольников, Борис Калаушин, Борис Стародубцев, Давид Плаксин. Многие научно-популярные очерки Клушанцева публиковались в ежегодниках «Хочу всё знать» и «Глобус».
В кинематографических кругах бытует история, как во время своего первого визита в Москву в годы перестройки Джордж Лукас просил советских чиновников организовать ему встречу с Павлом Клушанцевым. Однако оказалось, что чиновники даже не знают, кто это такой. На вопрос о том, кто такой Павел Клушанцев, Лукас якобы ответил: «Клушанцев — крёстный отец „Звёздных войн“». Встреча двух режиссёров так и не состоялась.
В 1990 году американский постановщик спецэффектов Роберт Скотак разыскал Павла Клушанцева, а в апреле 1992 года посетил его в Санкт-Петербурге. Желая сохранить хотя бы часть своих знаний, Клушанцев безвозмездно передал Скотаку описания, фотографии и чертежи многих своих кинотрюков. Дочь режиссёра Жанна Клушанцева утверждает, что режиссёр лишь подробно ответил на вопросы Скотака письменно в 1990 году и затем во время короткой встречи с ним в 1992 году. Скотак использовал его профессиональный опыт в своей работе, в том числе, в съёмках фильма «Терминатор 2: Судный день», который в 1992 году был удостоен премии «Оскар» за лучшие спецэффекты.  Роберт Скотак писал: «Появлением на экране масштабных сцен в космосе мир обязан не космическим войнам Лукаса и Кубрика, а русскому режиссеру Павлу Клушанцеву».
Скончался 27 апреля 1999 года. Похоронен в Санкт-Петербурге на Смоленском православном кладбище.

### Семья
Жена — Надежда Александровна Клушанцева (ур. Калинина) (1912—2000), художник-мультипликатор
- Дочь — Жанна Павловна Клушанцева (род. 1936)
- Сын — Михаил Павлович Клушанцев (род. 1945)

## Фильмография
- 1935 — Семь барьеров (совместно с Л. Анци-Половским)
- 1937 — Неустрашимые (совместно с Л. Анци-Половским)
- 1943 — Сибирь в дни войны
- 1946 — Полярное сияние
- 1948 — Метеориты (диплом на 9-м Международном кинофестивале в Венеции)
- 1951 — Вселенная (совместно с Н. Лещенко; премия за фильм на 7-м Международном кинофестевале в Карловых Варах и диплом на 4-м кинофестивале документальных фильмов в Париже)
- 1956 — Тайна вещества (премия за лучший научно-популярный фильм на 9-м Международном фестивале в Карловых Варах)
- 1957 — Дорога к звёздам (вторая премия на 1-м Всесоюзном кинофестивале по разделу научно-популярных фильмов и особая премия за комбинированные съёмки, а также диплом на 3-м Международном кинофестивале документальных и научно-популярных фильмов в Монтевидео)
- 1960 — Колебания и волны (диплом на Всесоюзном смотре учебных фильмов)
- 1962 — Планета бурь (в перемонтированном и переозвученном виде использован в американских фантастических фильмах «Путешествие на доисторическую планету» (1965) и «Путешествие на планету доисторических женщин» (1968)
- 1965 — Луна (золотая медаль «За удачное сочетание науки и фантастики» на 4-м Международном кинофестивале научно-популярных и фантастических фильмов в Триесте)
- 1968 — Марс (диплом на Смотре произведений ленинградских кинематографистов)
- 1970 — Вижу Землю![16]
- 1972 — Веление времени (золотая медаль на Всесоюзном смотре фильмов, посвящённых организации производства)

Обложка книги
«К другим планетам!» 1959

## Награды и звания
- орден «Знак Почёта» (6 марта 1950)[17]
- заслуженный деятель искусств РСФСР (1970)[4]

## Фильмы о П. В. Клушанцеве
- «Павел Клушанцев — К звёздам!» (Россия, 2000) — документальный фильм о жизни и творчестве Павла Клушанцева. Производство студии Леннаучфильм. Режиссёр фильма А. Ткаля, автор сценария В. Суслов.
- «Звёздный мечтатель» (Star Dreamer; Дания, 2002) — документальный фильм о жизни и творчестве Павла Клушанцева. Сценарий и режиссура Сони Вестерхольт и Мадса Бострупа.
- «Великие комбинаторы» (Россия, 2009) — документальный фильм к 100-летию со дня рождения Павла Клушанцева. Режиссёр Е. Аккуратова, автор сценария Р. Каратеев.